# Рюген
Вижте пояснителната страница за други значения на Рюген (пояснение).
Рюген (на немски: Rügen; на полски: Rugia) е най-големият германски остров. Разположен е в Балтийско море, край брега на провинция Мекленбург-Западна Померания. Заедно със съседните по-малки острови Хидензе и Уманц, той формира административен окръг Рюген. Отделен е от континента посредством протока Дер Боден. Площта му е 926 km2. Развито е земеделието, риболова, животновъдството и туризма. Чрез фериботи е свързан с Швеция и Германия. Главно пристанище – Засниц.

## География
Основното тяло на острова, известно като Мутланд, е оградено от няколко полуострова. На север се намират полуостровите Витов и Ясмунд, свързвани помежду си от пясъчната коса Шаабе и с Мутланд чрез Шмале Хайде, насип при Лицов. Северните полуострови са разделени от Мутланд чрез няколко лагуни или бодден, най-големите от които са Голям ясмундски бодден и Малък ясмундски бодден. Големи полуострови на юг са Цудар и Мьонхгут, като и двата са с лице към Грайфсвалдския залив.
Рюген има обща площ от 926,4 km2, ако не се включват съседните малки острови. Максималният му диаметър е 51,4 km от север на юг и 42,8 km от изток на запад. От 574 km дълга брегова линия, 56 km са пясъчни балтийски плажове, а 2,8 km са пясъчни бодден. Най-високата точка е Пикберг (161 m).
Северната част на Грайфсвалдския залив, Рюгишер бодден, е голям залив в южната част на остров Рюген, като близо до брега е разположен остров Вилм. В западната част на залива полуостров Цудат достига най-южната точка на Рюген (Палмер Орт), а в източната част се намира силно вдадения в морето полуостров Мьонхгут.
Североизточната част на Рюген е образувана от полуостров Ясмунд, който е свързан със сърцето на острова, Мутланд, чрез косата Шмале Хайде. Тази коса отделя външния залив Прорек Виек от лагуната Малък ясмундски бодден. На Ясмунд се намира най-високата точка, Пикберг, и Кьонигсщул, 118-метрова тебеширова скала в националния парк Ясмунд, което е най-известната забележителност на острова. Друга коса, Шаабе, свързва Ясмунд с Витов на север. Тази коса, на свой ред, отделя външния залив Тромпер Виек от лагуната Голям ясмундски бодден.
Северозападните и западните страни на Рюген са силно назъбени, но равни. Близо до брега се намират островите Хидензе и Уманц. Премахването и преместването пясък от Балтийско море трябва постоянно да бъде контрирано чрез драгиране на север и на юг от Хидензе. В противен случай, Хидензе ще се слее с Рюген за няколко години. На Рюген са разположени много ератични валуни.
Развито е селското стопанство. Почвата на Рюген е много плодородна, особено при Витов, житницата на острова.
Климатът е умерен. Зимите не са особено студени, като средните температури през януари и февруари са около 0 °C. Летата са меки и умерени, със средни температури през август около 16 °C. Годишните валежи са от порядъка на 520 – 560 mm, а средногодишното количество слънчеви часове е около 1800 – 1870 часа.

## История
Остров Рюген е населяван още от 4000 г. пр.н.е. По-късно бил заселен от германското племе руги, откъдето идва и днешното име на острова. През 6 и 7 век там се населили славянските племена рани и руяни, от чието присъствие и до днес са останали множество следи. Те създали свое княжество със столица средновековния град Аркона, който се превърнал в религиозен център за околните славянски племена. През 1168 г. градът бил разрушен от нахлулите датски кръстоносци и островът бил подложен на християнизация. Последвали изтощителни междуособни войни и в резултат през 1325 г. той бил завладян от херцога на Померания.
В южната част на острова се намирал друг славянски свещен град – Кореница.
Рюген бил част от Шведска Померания в периода 1648 – 1815 г., след което влязъл в територията на Прусия.
Историята и археологията на остров Рюген са особено важни за изследванията на славянската религия, тъй като там се намирали храмове на множество славянски богове, например Световит, Ругевит, Поревит и прочее.
Нацистите започват да строят голям курорт – Прора, който цели да запълва свободното време на хората. Въпреки това, Прора така и не бива завършен. През 1936 г. е построен първият мост между Рюген и континенталната част (Рюгендам), замествайки старите фериботи.
След Втората световна война, островът е присъединен към провинция Мекленбург-Предна Померания в рамките на Източна Германия.

## Туризъм
Рюген е една от най-популярните ваканционни дестинации в Германия. Тук отсядат около една четвърт от всички туристи в Мекленбург-Предна Померания. Повечето туристи посещават острова между април и октомври, като пиковият сезон е от юни до август.
Първото съоръжение за къпане на Рюген отваря през 1794 г. при минералния извор на Загард. През 1818 г. селото Путбус става първият курорт на острова.
Островът предлага голямо разнообразие от различни плажове. Често бива посещаван от уиндсърфисти и кайтсърфисти, предлагайки над 15 различни места за сърфиране.

## Родени на Рюген
- Ернст Мориц Арнт – немски писател;
- Теодор Билрот – немски лекар;
- Ханс Делбрюк – немски историк.